# بيت جالا
 بيت جالا بلدة فلسطينية في الضفة الغربية تقع إلى الشمال الغربي من مدينة بيت لحم. تتبع محافظة بيت لحم ولكن لها مجلس بلدي مستقل. وقعت تحت الاحتلال في حرب 1967 ولكنها تتبع السلطة الوطنية الفلسطينية الآن. وتبعد عنها 2 كم.. ترتفع عن سطح البحر 825 م. وهي مصيف من المصايف الجميلة تقع على منطقة جبلية. يبلغ عدد سكانها 14,567نسمة (2006).

## التسمية
كلمة جالا كنعانية وسريانية الأصل وتعني كومة حجارة، وأيضًا يعود اسم بيت جالا إلى اللغة الآرامية والتي تعني «بساط العشب»

## التاريخ
وتعتبر بيت جالا ذات موقع أثري يحتوي على حجارة منقورة في الصخر في أسفل كنيسة مار نقولا. أرضها مرصوفة بالفسيفساء. ومدافن في الكهوف، بالأضافة إلى أن الأثباتات الأنثروبولوجية تظهر بأن الإنسان كان قد عاش في منطقة بيت لحم منذ قبل التاريخ وحتى منذ العصر الحجري أي قبل 200,000 عام. فالقليل هو معروف حول السكان الأوليين الدائمين للمدينة ولكن يبدو أن الكنعانيين هم من استقروا فيها كما هو الحال في بيت لحم حوالي 3000 قبل الميلاد، ومن المعتقد بأن بيت جالا كانت إحدى المواقع المحتملة للمدينة المقدسة جيلو كما هو مذكور في إصحاح يشوع (15:51 وصموئيل 15:12).

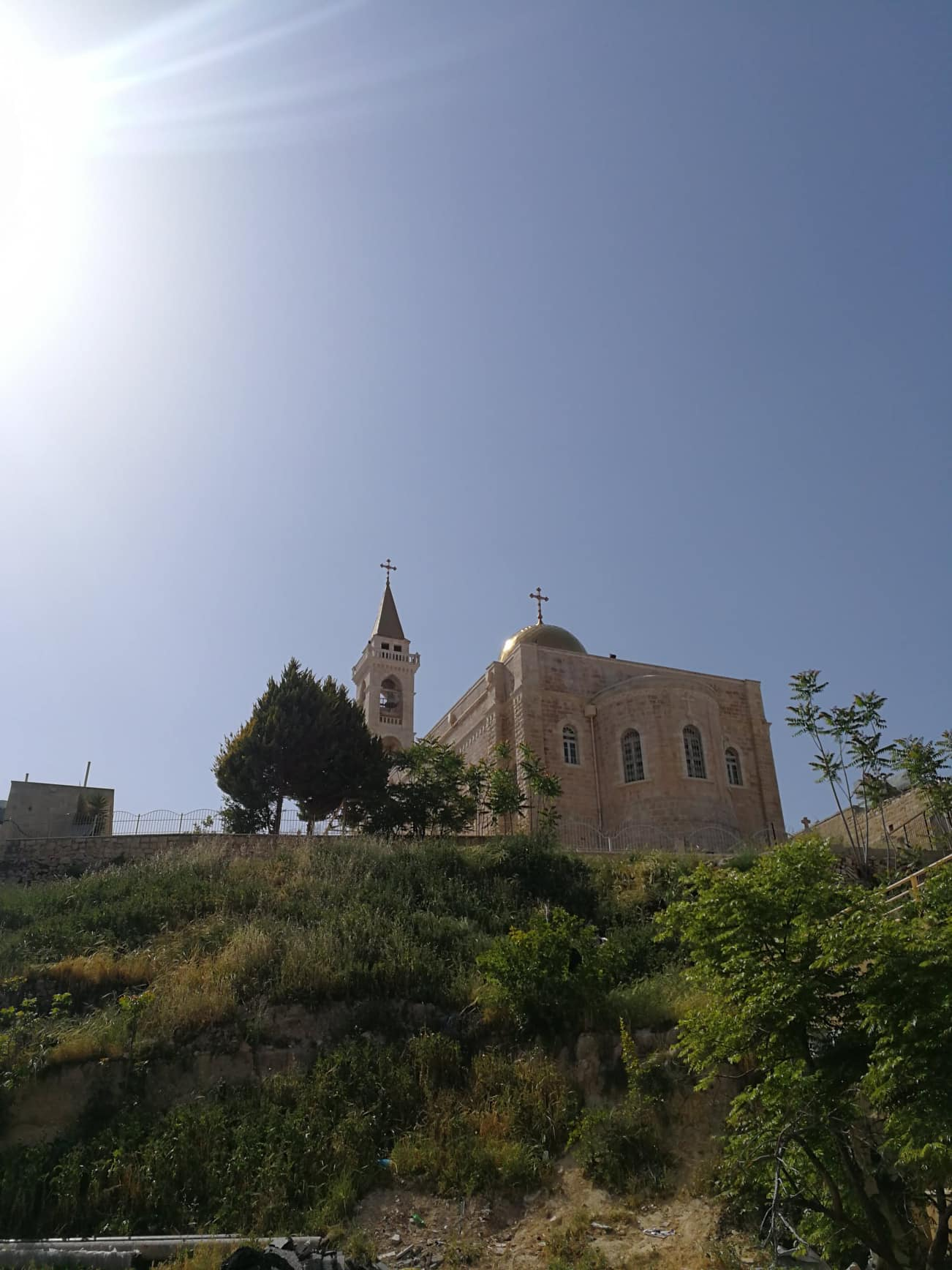
كنيسة القديس نيقولاوس في بيت جالا، بيت لحم

## السكان
عدد سكان مدينة بيت جالا حوالي (17790) أكثر من 85% من سكان البلدة من المسيحيين اما باقي السكان مسلمين، وقد هاجرت أعداد كبيرة منهم إلى دول أمريكا الجنوبية، ويبلغ عدد الفلسطينيين في دولة التشيلي الذين ترجع أصولهم إلى بيت جالا عشرين ضعف عدد سكان البلدة اليوم وإزداد عدد سكان مدينة بيت جالا بعد حرب 1948 وأيضا بعد حرب عام 1967 بسبب توافد اللاجئين الفلسطينيين اليها.
تتألف مدينة بيت جالا من خمس حارات
- حارة السماعنة
- حارة الصرار
- حارة العراق
- حارة الدير
- حارة الكنيس

## التعليم
في البلد العديد من المدارس تتبع لعدة طوائف مسيحية فمنها الكاثوليكية ومنها الاورثودكسية ومنها اللوثرية.

## الاقتصاد
تشهد المدينة نهضة عمرانية متنامية ويمارس قطاع كبير من السكان عملهم في الزراعة حيث تبلغ مساحة أراضيها 13307 دونمات، بالأضافة إلى وجود 465 منشأة أقتصادية مرخصة وموزعة على القطاعات الصناعية، والحرفية، والسياحية، والتجارية.

## توأمة
لبيت جالا اتفاقيات توأمة مع كل من:
- بيرغيش غلادباخ
- ينا (سبتمبر 2011 -)[11]

## أعلام
- توفيق كنعان
- طوني قطان
- غسان زقطان
- سعد الدين شاهين